# KkStB 40 sorozat
A kkStB 40 egy tehervonati szerkocsisgőzmozdony-sorozat volt a  cs. kir. osztrák Államvasutaknál (k.k. österreichische Staatsbahnen, kkStB), mely mozdonyok eredetileg a  Lemberg-Czernowitz-Jassy Eisenbahn (LCJE), a Galizische Carl Ludwig-Bahn (CLB) és a Böhmische Westbahn (BWB) –tól származtak.

## kkStB 40.01–30 (Lemberg-Czernowitz-Jassy-Eisenbahn)
Ezeket a mozdonyokat az LCJE 1866 és 1887 között rendelte különböző mozdonygyáraktól. A mozdonyokat a IV a, b, c, d sorozatba osztotta be, valamint az 1-17, 35-39, 58-63, 67-69 pályaszámokat osztotta ki rájuk. Az LCJE 68 és 69 (később kkStB 40.29, 30) pályaszámú mozdonyok a Bukowinaer Lokalbahnen-től származtak. A kkStB az LCJE 1872-es államosítása után a 4001-4030 pályaszámtartomány alá osztotta be őket. Időközben ismeretlen számú mozdony a Román Államvasutak (CFR) állományába került a kkStB-től, így 1905-től a 40 sorozatba már csak 8 mozdonyt lett beszámozva (8, 14, 16, 22, 2,5, 28-30 pályaszámmal). A mozdonyok 1880 és 1891 között új, erősebb kazánokat kaptak. A kkStB az utolsó a sorozathoz tartozó mozdonyt 1914-ben selejtezte.

## kkStB 40.51–65 (Galizische Carl Ludwig-Bahn)
Ezeket a mozdonyokat a CLB 1849 és 1864 között rendelte a Bécsújhelyi Mozdonygyártól és a Sigl bécsi gyárától. A III a, b, c sorozatba osztotta be őket. A kisbetűk az eltérő kazánméretekre utalnak.
A CLB 1892-es államosítása után a kkStB a megmaradt mozdonyokat a 40.51-40.65 pályaszámtartományba osztotta be. A mozdonyok megkapták a 18 sorozat kazánját. A 40.57-nek un „hullámos tűztere” volt a hozzávaló kazánnal. Ennek a méretét a táblázat második oszlopa tartalmazza. Az eltérő kazánméretek mellett a gőznyomások is különböztek. A mozdonyokat 1903-ig selejtezték.

## kkStB 40.70–99 (Böhmische Westbahn)
Az EWB 1861 és 1872 között 30 db háromcsatlós mozdonyt szerzett be tehervonati szolgálatra a Sigl bécsi, később a Maffei müncheni gyárától. A Sigl szállítású mozdonyokat a II sorozat 4-8, 16-25 és 27, a Maffei által szállítottakat pedig a III sorozat 28-41 pályaszámokkal látták el.
Az államosításután a kkStB előbb a 4070-4099 pályaszámokat adta nekik, majd 1895-től a 40 sorozat  70-99 pályaszámtartományba sorolta át őket, ám már nem folyamatos számozással az időközben megejtett selejtezések miatt.
Az I. világháborút követően a még üzemelő mozdonyok közül tíz a Csehszlovák Államvasutakhoz került, ahol a ČSD 312.4 sorozatjelet kapták, a többi az Osztrák Szövetségi Vasutakhoz került, ahol azonban már nem kaptak besorolást, selejtezték őket.
A  ČSD-nél 1931-ig selejtezték a sorozatot.

## Fordítás
- Ez a szócikk részben vagy egészben  a   kkStB 40 című német Wikipédia-szócikk fordításán alapul.  Az eredeti cikk szerkesztőit annak laptörténete sorolja fel. Ez a jelzés csupán a megfogalmazás eredetét és a szerzői jogokat jelzi, nem szolgál a cikkben szereplő információk forrásmegjelöléseként. - Az eredeti szócikk forrásai szintén ott találhatóak meg.